# Landen
Landen este un oraș din regiunea Flandra, Belgia. 
1. ↑  Crossroad Bank of Enterprises, accesat în 22 iulie 2023